# Українська літературна енциклопедія
Украї́нська літерату́рна енциклопе́дія — перше видання узагальненого змісту, започатковане 1988 року, яке всебічно висвітлює історію національної та світової літератури. Із запланованих п'яти томів вийшло три (до літери Н).
Видавати «Українську літературну енциклопедію» припинили у 1995 році. Очевидно, що цей проєкт не може бути закінчено, оскільки опубліковані томи вже є історією літературознавчої енциклопедистики, а інформація у них морально застаріла.

## Основні відомості
Українська літературна енциклопедія містить понад 10 тисяч статей про письменників, критиків, літературознавців, перекладачів, бібліографів, фольклористів, а також про літературні течії, об'єднання, музеї, видавництва, періодичні видання, альманахи тощо. Подаються матеріали з теорії літератури, поетики. Охарактеризовано творчий доробок якнайширшого кола діячів українського красного письменства — від найдавніших часів до наших днів.
Енциклопедію добре ілюстровано. До більшості статей подано чорно-білі та кольорові ілюстрації.
Українська літературна енциклопедія вийшла у видавництві «Українська енциклопедія» імені Миколи Бажана (Київ) за активної участі наукових співробітників Інституту літератури імені Тараса Шевченка НАН України. Її редакційну колегію спочатку очолював Ігор Дзеверін, а згодом Микола Жулинський.

## Критика
Дослідниця Катерина Двірна зазначала, що в енциклопедії «використовуються однобокі та догматичні підходи» для висвітлення біографії та творчої діяльності митців. Також у виданні «відсутні правдиві факти про репресованих діячів культури та мистецтва».

## Опис томів
- 1-ий том. А—Г. Київ: Головна редакція УРЕ, 1988. 536 стор., іл. Наклад: 75000. Містить понад 2001 статей.
- 2-ий том. Д—К. Київ: Українська Радянська Енциклопедія, 1990. 576 стор., іл. Наклад: 75000. Містить 2112 статей.
- 3-ій том. К—Н. Київ: Українська енциклопедія, 1995. 496 стор., іл. Наклад: 75000. Містить 1997 статей.